# 孫文雄 (雕刻家)
孫文雄（1942年9月—），台灣台北中和人，台湾雕刻家。

## 经历
- 1958年進入中央印製廠，1970年派出國日本印鈔廠學習，1982年被派至瑞士、德國、奧地利學習。
- 1998年雕刻新台币纸币100元背面，500元正面、1000元背面、2000元背面图案[1]，郵票則雕刻有夔龍、傅正，印花稅票有台中港等。
- 2007年在北縣府藝廊舉辦個展。
- 2007年退休成立雕凹工坊。
- 2000年研究發明透明壓克力立體雕刻畫。
- 2012年再度發明壓克力立體版畫。
- 2011年應邀至北京印鈔廠演講雕刻凹版藝術。